# Nemile
Obec Nemile (německy Neumühle) se nachází v okrese Šumperk v Olomouckém kraji. Žije zde 674 obyvatel.

## Části obce
- Nemile (včetně osady Filipov)
- Lupěné

## Název
Jméno vesnice bylo odvozeno od osobního jména Nemil ("kdo není milý"). Nejstarší doklad místního jména z roku 1374 má podobu Nemil, doklad z 1464 Nemile. Tvar Nemil byl mužského rodu, utvořený přivlastňovací příponou -jь a s významem "Nemilův (tj. majetek)", tvar Nemile byl mladší tvar ženského rodu od staršího Nemilě a to ještě staršího Nemilja utvořeného přivlastňovací příponou -ja s významem "Nemilova (tj. ves)". V místním nářečí se používá tvar Nemil ženského rodu. V němčině bylo jméno přichýleno k významu Neumühle - "Nový mlýn".

## Historie
První písemná zmínka pochází z roku 1374. Dnes katastrální části Filipov, podle knížete Filipa Erazima z Lichtenštejnu, vzniklé rozparcelováním poplužního dvora v roce 1773. Po roce 1945 opět obce sloučeny.
V obci, jejíž část se jmenuje Filipov, leží i bývalý poplužní dvůr s tvrzí. Tvrz koupil od urozeného pána Ladislava Velena z Žerotína urozený vladyka a rytíř Kryštof starší Huberck z Belnsdorfu za 10 tisíc zlatých roku 1617. Roku 1623 ji zachytil Paulus Aretinus na své mapě Zábřežska již po renesanční přestavbě. Na přestavbě původní středověké tvrze, se podílela stavební huť působící v této době na moravskotřebovském zámku, později Tatenickém zámku s vlašskými kameníky a štukatéry v čele s italským stavitelem G. Mottalou de Bonnamone. Tvrz byla rozšířena ve čtyřkřídlou patrovou stavbu uzavírající nevelký poplužní dvůr, přičemž část její původní budovy byla zahrnuta do novostavby. Do současnosti se dochovalo středověké jádro s renesanční přestavbou dnes jedinou již přízemní budovou. Na tvrzi se vystřídala řada šlechtických rodů. Z nejznámějších můžeme jmenovat: Tunklové z Brníčka a Zábřeha, Trčkové z Lípy, Ladislava z Boskovic, Ladislava Velena z Žerotína, Kryštofa Huberka z Belnsdorfu; za těchto dvou majitelů byla tvrz renesančně přestavěna. Poslední šlechtický rod byli Lichtenštejnové.
Roku 1876 je na tvrzi zmiňován hostinec, ze kterého se dochovala řada pivních lahví i bývalý výčepní pult s evidenčním štítkem „majetek sladovny a pivovaru v Litovli“. Tato tvrz je ojedinělá svými interiéry, které mají dochovanou původní renesanční štukaturu, keletované omítky. V objektu tvrze se dochovala černá kuchyně, bílá kuchyně, rytířský sál, štukované panské pokoje. Na tvrzi je k vidění také řada archeologických vykopávek či kamenné fragmenty z maletínského pískovce. Sklep s původní 20 metrů hlubokou studnou (druhá asi 30 metrů hluboká, tesaná ve skále je na dřívějších prostorech zahrady před tvrzí, dnešní nová zástavba domů) a nad ní průjezd (sín) též bohatě renesančně štukovaný ve svornících s rozetami z pálené hlíny, kdysi bohatě malované.
V obci se nachází také dvě kapličky z konce 18. století. Ve 20. století byla postavena vodní nádrž na stejnojmenném potoce Nemilka. Na potoce kdysi býval mlýn původně patřící k tvrzi, zmiňovaný v kupní smlouvě z roku 1617. Později to byla kartáčovna.
Od 1. ledna 1976 do 23. listopadu 1990 byla obec spolu se svou částí Lupěné součástí města Zábřeh, poté se opět osamostatnila.

## Galerie

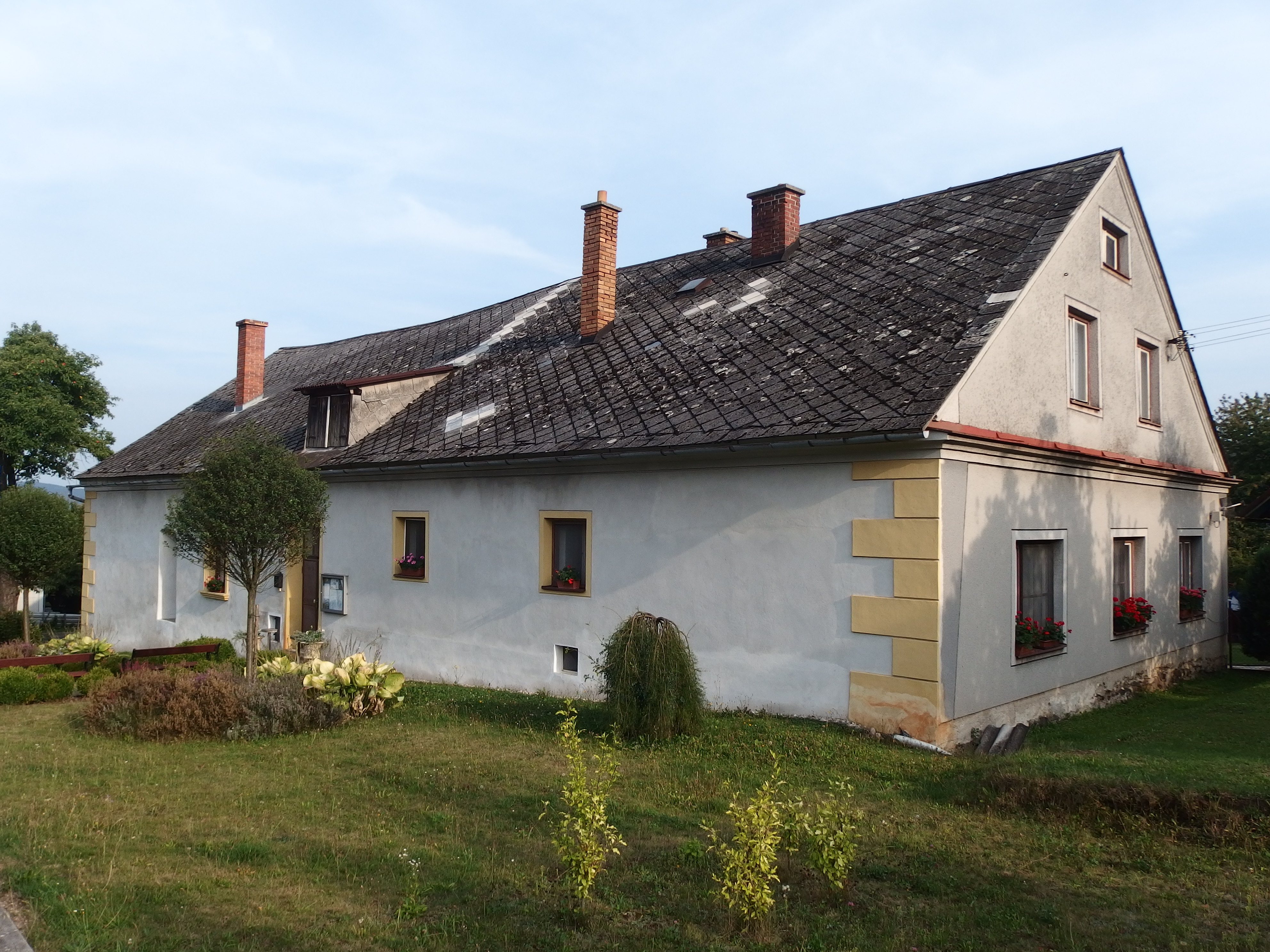
Tvrz Nemile
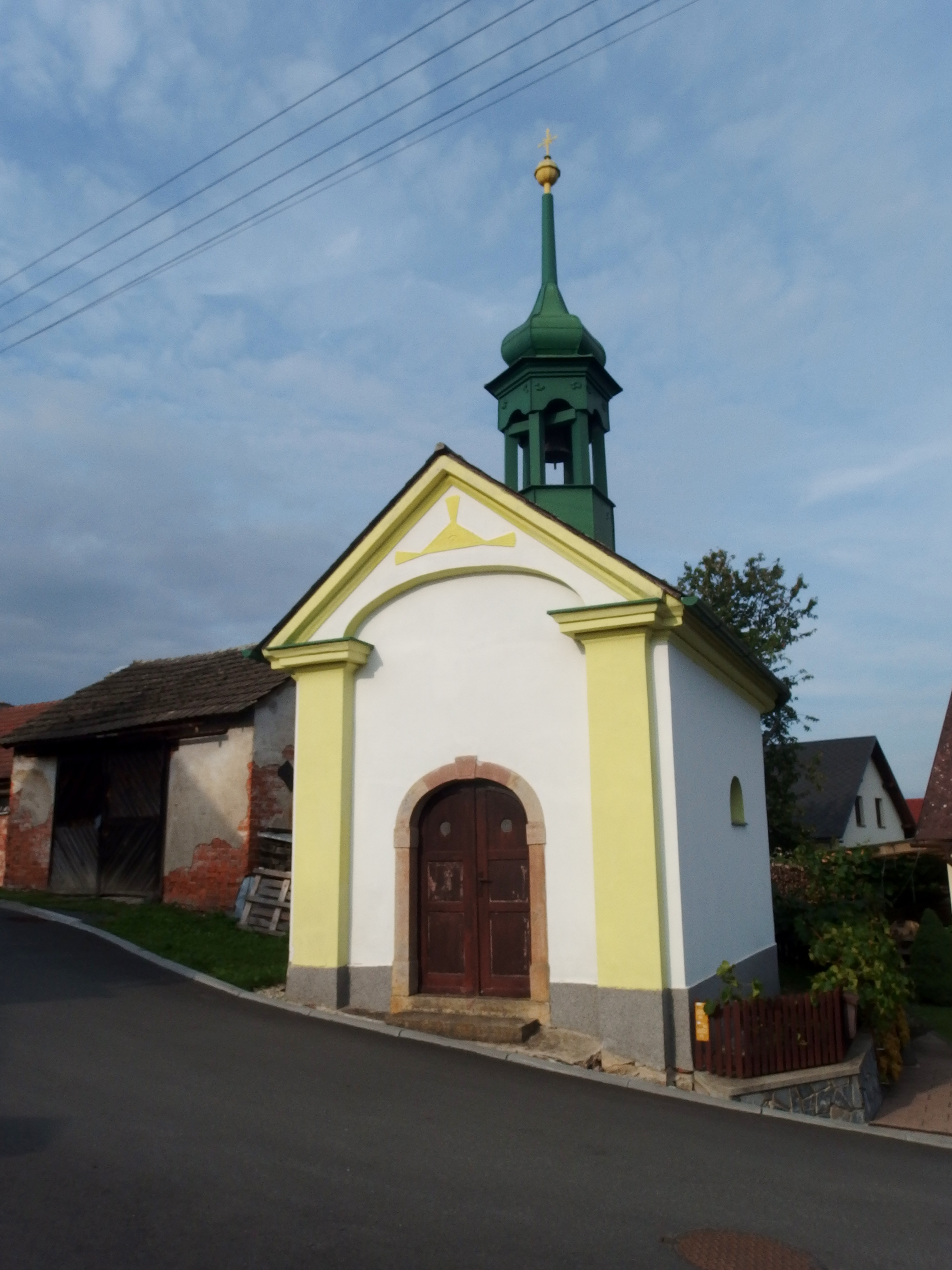
Kaple sv. Václava v bývalém Filipově
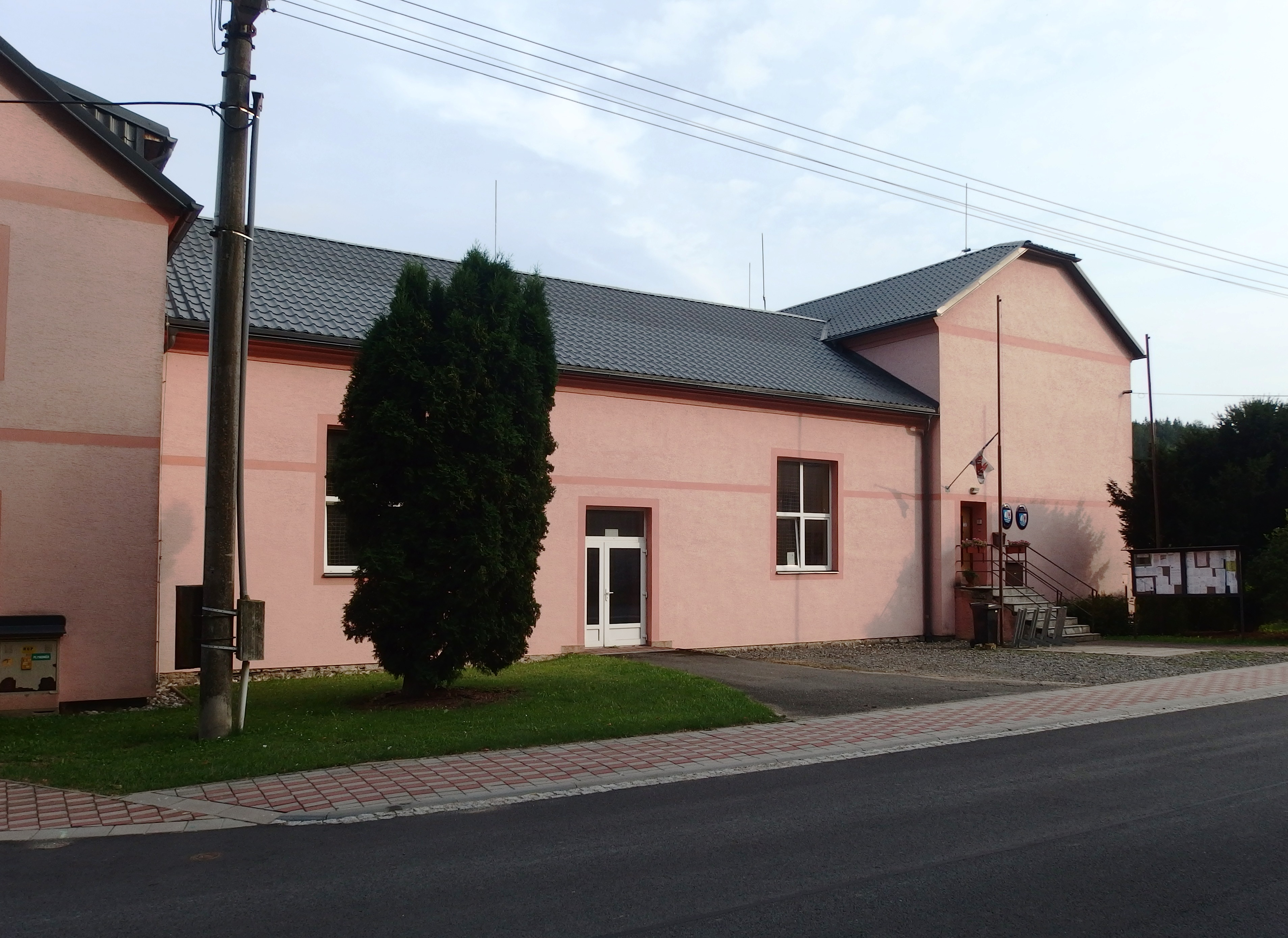
Obecní úřad
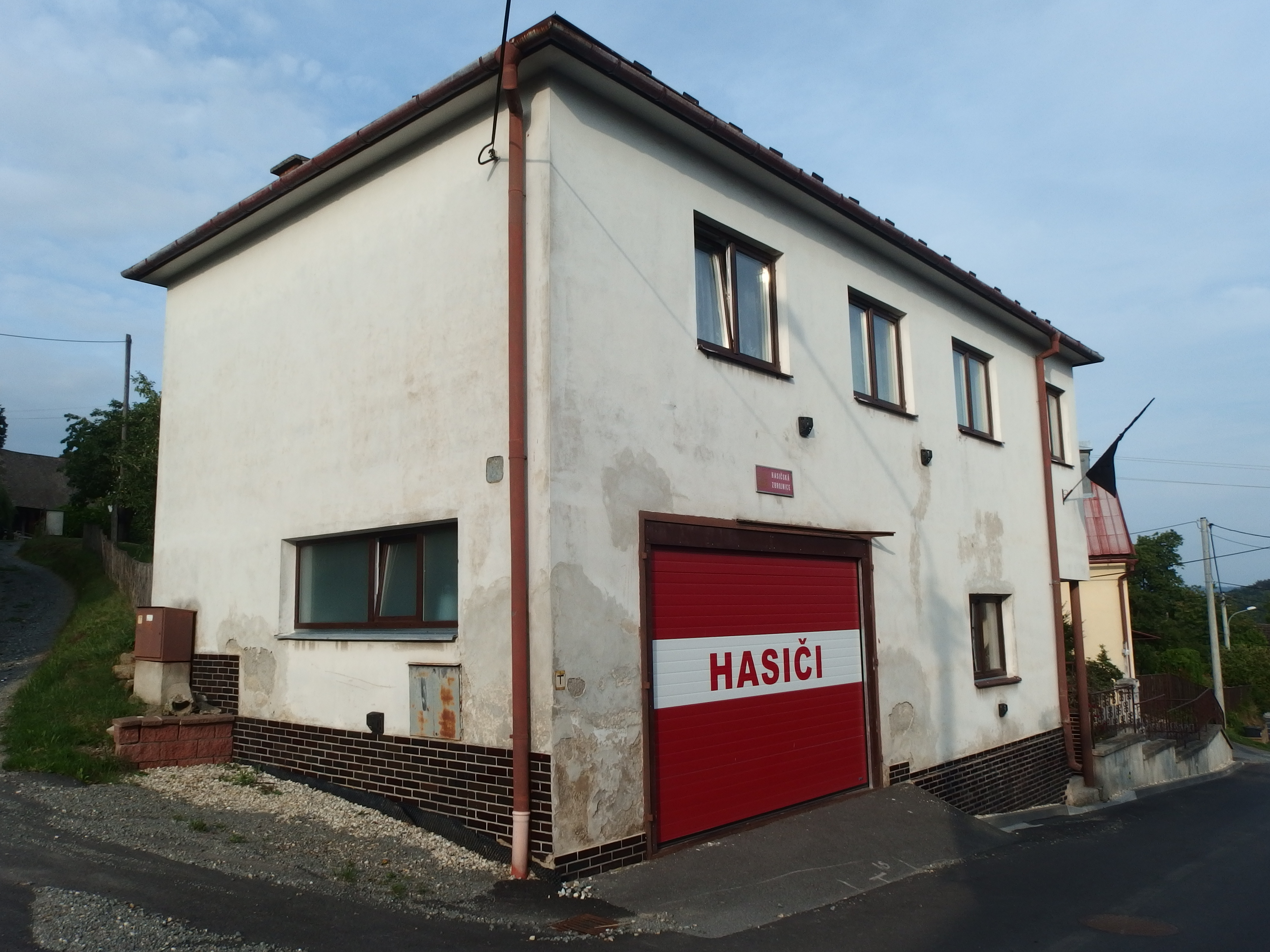
Hasičská zbrojnice
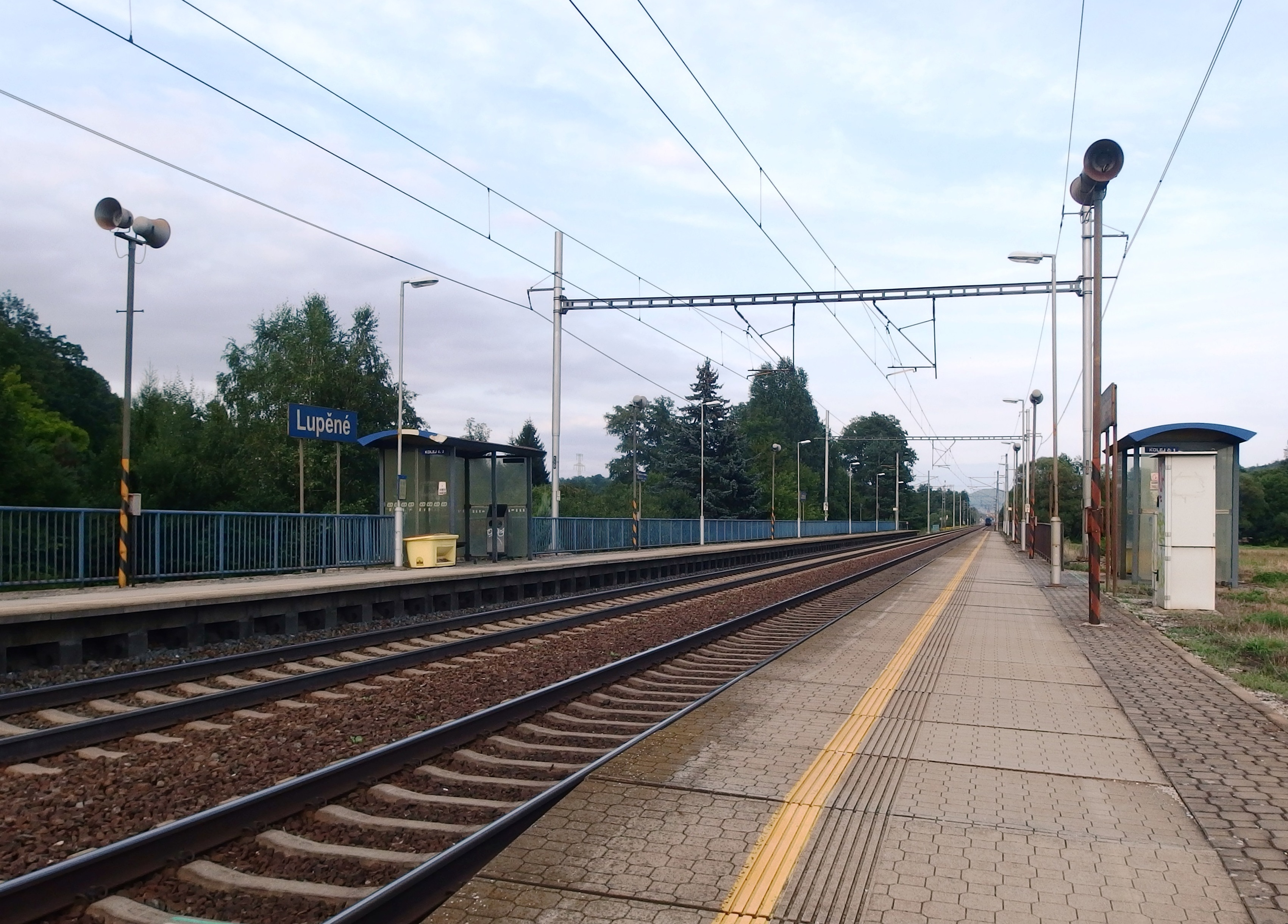
Železniční zastávka Lupěné